# Трое на билет
«Трое на билет» (англ. Three on a Ticket) — американский детективный фильм режиссёра Сэма Ньюфилда, который вышел на экраны в 1947 году. Это одиннадцатый фильм киноцикла о частном детективе Майкле Шейне и четвёртый фильм, которая выпустила кинокомпания Producers Releasing Corporation.
Сценарий фильма написал Фред Майтон по роману американского детективного писателя Бретта Халлидея «Визит мертвеца» (англ. The Corpse Came Calling) (1940). В фильме рассказывается о расследовании, которое проводит частный детектив Майкл Шейн (Хью Бомонт) после того, как на пороге его офиса замертво падает знакомый ему по Нью-Йорку коллега с кусочком багажной квитанции в руке. Вскоре Майкл выясняет, что за этим кусочком квитанции ведётся настоящая охота, в которой участвуют банда во главе с гангстером Мейсом Морганом (Дуглас Фоули), роковая блондинка Хелен Бримстед (Луиза Карри), а также человек, выдающий себя за правительственного агента (Гэвин Гордон). После убийства Моргана, нескольких избиений Майкла и удержания его секретарши Филлис Хэмилтон (Шерил Уокер) в качестве заложницы, Шейну наконец удаётся раскрыть дело и разоблачить преступников.
Современные критики в основном позитивно оценивают фильм как качественный малобюджетный детектив с сильным сюжетом Халлидея, добротной актёрской игрой и захватывающим экшном.

## Сюжет
В Лос-Анджелесе частному детективу Майклу Шейну (Хью Бомонт) его секретарша Филлис Хэмилтон (Шерил Уокер) сообщает, что к нему должен прибыть частный детектив по имени Джим Лейси, которого Шейн когда-то знал в Нью-Йорке. Шейн не выражает по этому поводу восторга, заявляя, что Лейси занимался «специфическими делами». Вскоре Лейси вваливается в его кабинет, умирая на пороге от огнестрельного ранения. Обыскав его тело, Майкл находит крупную сумму наличных и обрывок квитанции на получение багажа, крепко зажатый в руке мужчины. Шейн забирает и то, и другое, поручая секретарше положить наличные в конверт с пометкой «вещественное доказательство». С обрывком квитанции Майкл быстро покидает офис, чтобы обеспечить себе алиби, одновременно поручая Филлис вызвать полицию. Некоторое время спустя Майкл снова появляется в своём офисе, где уже работает полиция. Инспектор Пит Рафферти (Ральф Данн) сообщает Майклу, что незадолго до смерти Лейси он получил телеграмму от федеральных властей с указанием задержать и допросить Лейси. Инспектор пытается добиться от Майкла, зачем Лейси хотел с ним встретиться, на что Майкл утверждает, что ему это не известно, так как он не виделся с Лейси минимум 10 лет.
Вскоре после ухода полиции в офисе Майкла появляется красивая блондинка Хелен Бримстед (Луиза Карри), заявляя, что пришла к нему по срочному делу. Она говорит, что в Нью-Йорке пользовалась услугами Лейси как частного детектива, но в Лос-Анджелесе у него нет лицензии, и он порекомендовал Майкла. Она рассказывает, что состоит в браке с Мейсом Морганом (Дуглас Фаули), который оказался грабителем и угодил в тюрьму. У неё начались романтические отношения с респектабельным джентльменом, за которого она планировала выйти замуж сразу после развода с Мейсом. Тем временем Мейс бежал из тюрьмы, и, узнав о планах Хелен, стал шантажировать её, вымогая деньги за молчание. Хелен не верит Мейсу и просит Майкла устранить его. Майкл не отказывается от дела, после чего удовлетворённая Хелен целует его и уходит. Вечером, когда Майкл и Филлис едут на машине, их преследуют двое бандитов, Курт Лерой (Чарльз Куигли) и Триггер (Ноэл Крэват). Когда Майкл останавливается, бандиты подходят и сразу начинают бить его, а затем заталкивают в свою машину и увозят, бросив Филлис на обочине. Доставив Майкла в своё логово в порту, бандиты продолжают избивать Майкла, требуя сказать, где находится квитанция Лейси, однако детектив отвечает, что ему ничего не известно ни о какой квитанции. Услышав приближение полиции, которую направила Филлис, Лерой и Триггер быстро скрываются.
По возвращении в офис Майкл видит, как из него выбегает незнакомец (это Мейз Морган). В его кабинете всё перевёрнуто вверх дном, однако квитанцию Мейз однако так и не нашёл. Майкл направляется в гостиничный номер к Хелен, которую не застаёт на месте. Когда Майкл проходит внутрь и осматривает её тумбочку, из соседней комнаты появляется незнакомец с пистолетом, угрожая Майклу. В этот момент в номер входит Хелен, и воспользовавшись заминкой преступника, Майкл набрасывается на него. В процессе борьбы Майкл завладевает оружием, однако незнакомцу удаётся сбежать. Майкл вызывает в полицию, и уже в полицейском участке ему представляют незнакомца как правительственного агента Пирсона (Гэвин Гордон). Пирсон рассказывает Шейну, что Лейси и Мейс Морган украли несколько важных чертежей вооружений, а позднее Морган был арестован за ограбление брокерской фирмы. Заявив, что на карту поставлены интересы национальной безопасности, Пирсон безуспешно пытается надавить на Майкла, чтобы тот рассказал всё, что ему известно о Лейси, однако Майкл молчит. Это вызывает недоумение как у Филлис, так и у его друга, репортера Тима Рурка (Пол Брайан), которым Майкл объясняет, что всё расскажет только после того, как проведёт собственное расследование. Майкл приезжает в ресторан на встречу с Хелен, которая заявляет, что это Морган убил Лейси. Майкл не может понять, почему этим уголовным делом интересуется правительственный агент. В этот момент в зале появляется Морган с пистолетом в руке, требуя от Майкла отдать ему квитанцию. Хелен незаметно достаёт пистолет и убивает Моргана, быстро скрываясь в толпе. Прибывший Рафферти сообщает, что у них есть орудие убийства с отпечатками пальцев стрелявшего, после чего обвиняет Майкла в том, что тот скрывает личность убийцы. В полицейском участке Пирсон заявляет Рафферти, что Майкл явно что-то скрывает, и требует установить за ним постоянное наблюдение.
Позднее Пирсон приходит в офис Майкла в его отсутствие. Взывая к патриотизму Филлис, он просит её помочь вернуть квитанцию. Решив проявить инициативу, секретарша отправляется на встречу с Хелен на её квартиру. Не подозревая, что Лерой, который состоит в сговоре с Хелен с целью заполучить квитанцию, прячется в спальне, Филлис уговаривает Хелен держаться подальше от Майкла, который играет в опасные игры. В этот момент Лерой хватает Филлис, связывает её, и требует сказать, где находится квитанция. В этот момент Майкл приезжает в номер к Хелен, не подозревая, что бандиты держат Филлис в заложниках в соседней комнате. Хелен сообщает ему, что Морган, видимо, выследил её, и она настолько его боялась, что застрелила, так как не видела другого способа избавиться от него. Майкл спрашивает, что ей известно о деньгах, похищенных из брокерской фирмы, но Хелен говорит, что не знает об этом ничего, так как Морган участвовал в этом деле уже после расставания с ней. Майкл сообщает, что теперь в связи со смертью Моргана, его дело по защите Хелен от него закрыто. Шейн как будто слышит шум в соседней комнате, он затем всё-таки уходит. В своей машине он поджидает появления бандитов на улице, и когда они выводят Филлис, чтобы перевести её в другое место, бросается на них. Бандиты легко справляются с Майклом, избивают его и уезжают, однако он выясняет номер их машины, и с помощью подоспевшего патрульного полицейского объявляет их машину в перехват.
Майкл рассказывает Тиму о квитанции, которая стала причиной убийства Лейси, и о том, что бандиты знают, что треть квитанции находится у него. Вскоре Майклу звонит Лерой, требуя квитанцию в обмен на освобождение Филлис. Майкл договаривается о встрече на вокзале «Юнион-стейшн». Когда Тим пытается помешать Майклу, полагая, что передача квитанции нанесёт вред стране, Майкл посылает его в нокаут и уходит. На вокзале, получив от Филлис по телефону подтверждение, что она в безопасности и находится в офисе вместе с Хелен, Майкл отдает Лерою и Триггеру свою часть квитанции.
Бандиты составляют все три кусочка квитанции и передают их в багажное отделение, получая чемодан. Когда бандиты с чемоданом выходят из здания вокзала, появляются Рафферти, Пирсон и полиция. Начинается перестрелка, в ходе которой и Лероя, и Триггера убивают. Пирсон забирает чемодан и собирается с ним уйти, однако Майкл задерживает его, после чего показывает Рафферти телеграмму, которую получил из Вашингтона, в которой говорится, что правительственного агента с фамилией Пирсон не существует. Пирсона арестовывают, а Майкл говорит Рафферти, что в чемодане находятся не военные чертежи, а деньги, похищенные из брокерской конторы. После этого все направляются в офис Майкла, где застают сцену борьбы Филлис и Хелен, в которой Филлис одерживает верх. Майкл сообщает Хелен, что её сообщники убиты, а ей грозит обвинение в убийстве Лейси и Моргана, так как на орудии убийства обнаружены её отпечатки пальцев. После этого Хелен рассказывает, что Лейси, Морган и Пирсон, настоящее имя которого Бартон, в своё время работали в брокерской конторе в Нью-Йорке, которую решили ограбить. Они вынесли деньги в чемодане, после чего сдали его в багажное отделение на вокзале для отправки в Лос-Анджелес. Квитанцию они разделили на три части, договорившись встретиться в Лос-Анджелесе, чтобы вместе получить и разделить добычу. Однако полиция успела ранее арестовать Моргана за ограбление, и дело удалось довести до конца. После этого Лейси сговорился с Лероем и Триггером, которые взломали сейф Бартона и выкрали оттуда его треть квитанции. Когда Морган сбежал из тюрьмы, в деле появилась Хелен, которая вступила в сговор Лероем и Триггером, намереваясь убить Лейси и Моргана, чтобы заполучить все три части квитанции. Хелен арестовывают, дело закрывается, а Филлис радуется тому, что продолжит работать с Майклом.

## В ролях
- Хью Бомонт — Майкл Шейн
- Шерил Уокер — Филлис Хэмилтон
- Ральф Данн — инспектор Пит Рафферти
- Луиза Карри — Хелен Бримстед
- Гэвин Гордон — Пирсон, он же Бартон
- Дуглас Фоули — Мейс Морган
- Чарльз Куигли — Курт Лерой
- Ноэл Крэват — Триггер
- Пол Брайан — Тим Рурк
- Брукс Бенедикт — Джим Лейси

## Создатели фильма и исполнители главных ролей
Помимо этой картины, режиссёр Сэм Ньюфилд поставил ещё три фильма из цикла PRC о Майке Шейне — «Кража в её сердце» (1946), «Блондинка на день» (1946) и «Убийство — это моё дело» (1946). Он также поставил с участием Хью Бомонта такие криминальные фильмы, как «Леди сознаётся» (1945), «Апология убийства» (1945), «Денежное безумие» (1948) и «Фальшивомонетчики» (1948).
Бомонт также сыграл в таких памятных фильмах, как «Седьмая жертва» (1943), «Седьмой крест» (1944), «Синий георгин» (1946) и «Телефонный звонок от незнакомца» (1952). Позднее он прославился в роли отца главного героя в популярном ситкоме «Предоставь это Биверу» (1957—1963), где сыграл в 234 эпизодах.
Как пишет историк кино Ким Ньюман, студия PRC сняла за два года пять фильмов о Майкле Шейне. Несмотря на плотный график съёмок сериала, студии не удалось сохранить постоянный актёрский состав на все фильмы. Так, Шерил Уокер сыграла секретаршу Филлис Хэмилтон в трёх фильмах сериала, кроме первого и последнего фильмов. Ральф Данн сыграл полицейского инспектора Пита Рафферти в четырёх фильмах, кроме «Блондинки на день» (1946), а Пол Брайан появился в роли журналиста Тима Рурка в четырёх фильмах цикла, кроме последнего «Слишком много победителей» (1947).

## История создания фильма
Это четвёртый фильм в цикле PRC о Майкле Шейне. Фильм поставлен непосредственно по роману Бретта Халлидея «Визит мертвеца» (англ. The Corpse Came Calling) (1942), сценарий написал постоянный сценарист киноцикла Фред Майтон.
Рабочее название этого фильма — «Визит мертвеца» (англ. The Corpse Came Calling).
Фильм находился в производстве с середины до конца октября 1946 года и вышел в прокат 5 апреля 1947 года.

## Сопоставление романа и фильма
Как пишет историк кино Рон Беккер, роман Бретта Халлидея «Визит мертвеца» и фильм начинаются одинаково, с визита Джима Лейси, которого убивают на пороге офиса Шейна, что и даёт книге название «Визит мертвеца». Вообще же, по словам Беккера, «большинство сцен в фильме взяты из книги, хотя они часто перерабатываются в различных контекстах». Ньюман также отмечает, что «скелет сюжета романа в фильме вполне различим, и его отдельные части удачно сочетаются между собой».
Тем не менее, как пишет Беккер, «вся история кражи ценных бумаг и отношения множества вовлеченных сторон в романе гораздо сложнее, как и махинации Хелен. Книга довольно хороша, но, несмотря на то, что фильм, возможно, не совсем соответствует стандартам романа, это хорошая экранизация, имеющая свои собственные значительные достоинства».
Поскольку в романе Филлис является женой Шейна, «попытки Хелен Бримстед склонить Шейна работать на себя и влюбить его в себя выглядят куда более интересно». Вообще, по мнению Беккера, «в романе более ярко выражена сексуальная составляющая», в частности, когда Хелен убивает Мейса Моргана в квартире Шейна, «на ней надето одно из неглиже Филлис, с помощью которого она пыталась воздействовать на Шейна своими женскими чарами».
Беккер также подчёркивает, что роман рассказывает историю военного времени, и в то время отказ Шейна сотрудничать с ФБР в отношении похищенных военных чертежей вызывал гораздо большую остроту, чем в фильме, выпущенном в 1947 году.

## Оценка фильма критикой
По мнению современного кинокритика Хэла Эриксона, этот фильм «возможно, лучший из всех» в киносерии PRC о Майкле Шейне. Беккер также считает, что этот фильм «на голову выше двух предыдущих фильмов в серии о Майкле Шейне», поскольку «основан на книге Бретта Халлидея, а не поставлен просто по очередному оригинальному сценарию». Даже несмотря на то, что «сценаристам удалось добавить некоторые комедийные элементы, сильный сюжет романа всегда выходит на первый план, что делает этот фильм одним из лучших в серии с Хью Бомонтом». В фильме «больше экшна, чем в большинстве голливудских детективов категории В конца 1940-х годов, и по этой причине низкий бюджет этого кинопродукта студии PRC не кажется таким уж низким». Как полагает Беккер, «с более сильным, чем обычно, сюжетом, а также неизвестностью и таинственностью, порождаемыми множеством различных сторон, ищущих оторванный кусочек квитанции, это один из лучших низкобюджетных детективных фильмов, выпущенных одной из студий „бедного ряда“».
Ким Ньюман полагает, что поскольку «этот фильм, как и „Убийство — это моё дело“, поставлен непосредственно по роману Халлидея, это обеспечивает ему более качественный сюжет и больше экшна». Киновед обращает внимание на сравнительно новый киноприём в этом фильме, который позднее использовал Альфред Хичкок в своём фильме «Страх сцены» (1950), а именно рассказ ненадёжного свидетеля Хелен Бримстед (Луиза Карри), который «представляет скорее субъективную, чем объективную версию событий». Как отмечает Ньюман, «необычным для картины студии PRC и режиссёра Сэма Ньюфилда» было то, что Керри пришлось проявить актёрское мастерство, чтобы «сыграть суровую и непреклонную даму в повествовании о настоящем, но мягкую и отзывчивую в своей версии прошлого».

## Оценка актёрской игры
Как отмечает Беккер. «Луиза Карри довольно красива в роли Хелен Бримстед, которая никого не обманывает своим невинным поведением при первой встрече с Шейном, и её истинное лицо раскрывается в разговорах с Филлис Гамильтон. Карри в кино никогда не выглядела лучше, но, несмотря на свою красоту, она неубедительна в роли роковой женщины. Возможно, это из-за больших шляп, которые она часто носит в фильме. Но более вероятно, это потому, что она не доносит свои реплики достаточно хорошо, и в самих репликах нет ничего особенного». По мнению Беккера, «Гэвин Гордон также неубедителен в своей роли». Но «не вся актёрская игра плоха. Хью Бомонт в роли Шейна и Шерил Уокер в роли Филлис Хэмилтон, как обычно, хороши, хотя здесь Хэмилтон используется скорее как комическая фигура, а не как важный помощник детектива». Кроме того «есть множество актёров второго плана, которые хорошо играют бандитов и их подручных… Особенно приятно смотреть на Дугласа Фоули, Чарльза Куигли и Ноэла Крэвата» .